# Pezzolo Valle Uzzone
Pezzolo Valle Uzzone är en kommun i provinsen Cuneo i Piemonte, Italien. Kommunen ligger omkring 50 km nordöst om Cuneo. Kommunen hade 343 invånare (2018).
Pezzolo Valle Uzzone gränsar till följande kommuner: Bergolo, Castelletto Uzzone, Cortemilia, Levice, Piana Crixia och Serole.